# 杜尚·拉約維奇
杜尚·拉約維奇（羅馬化：Dušan Lajović，1990年6月30日—）是一位塞爾維亞職業網球運動員，生于贝尔格莱德，现居旧帕佐瓦。

## 外部連結
- 官方网站
- 杜尚·拉約維奇（英文/西班牙文）的官方資料
- 杜尚·拉約維奇的國際網球總會 職業／青少年 官方資料（英文）
- 杜尚·拉約維奇的官方資料（英文）